# Rilski Sportist Samokow (Basketball)
Rilski Sportist Samokow ist ein bulgarischer Basketballverein aus Samokow.

## Geschichte
Der Klub wurde 1927 gegründet. Er spielt aktuell in der höchsten bulgarischen Basketball-Liga, der NBL. 
Der erste Titel der Vereinsgeschichte ist der Gewinn der Balkan League, im Jahre 2009. Zwei Jahre später wurde man dort Vize-Meister. 2016 gewann man erstmals den Bulgarischen Pokal.

## Halle
Der Klub trägt seine Heimspiele in der 2.500 Plätze umfassenden Arena Samokov aus.

## Erfolge
- Sieger Balkan League (2009)
- Bulgarischer Pokalsieger (2016)